# Південно-Кузбаський ВТТ
Південно-Кузбаський ВТТ (рос. ЮЖНО-КУЗБАССКИЙ ИТЛ, Южкузбасслаг) — підрозділ системи виправно-трудових установ ГУЛАГ.
Організований 04.03.47 на базі підприємств тресту рос. Южкузбасслес;

діючий на 01.01.60.

## Підпорядкування і дислокація
- ГУЛЛП (лісової промисловості) з 04.03.47;
- ГУЛАГ МЮ з 02.04.53;
- ГУЛАГ МВС з 28.01.54;
- ГУЛЛП з 02.08.54;
- ГУЛАГ МВС з 13.06.56;
- ГУВТК МВС СРСР з 27.10.56;
- МВС РРФСР з 01.12.57;
- ГСЛ (Головспецліс) МВС РРФСР з 05.02.58.

Дислокація: Кемеровська область, м. Сталінськ (нині Новокузнецьк).

## Виконувані роботи
- лісозаготівлі,
- обслуговування судорем. майстерень в Абагурському затоні,
- деревообробка, випуск шпал,
- меблеве, швейне, взуттєве і гончарне виробництва,
- с/г роботи, сплавні і вантажно-розвантажувальні роботи,
- обслуговування лісозаводу, автобази, рем.-мех. майстерень,
- буд-во греблі на р. Тутуяс, житлобудівельного цеху, вузькоколійних залізниць і автодоріг, виробництво цегли.

## Чисельність з/к
- 01.05.47 — 1287,
- 01.01.48 — 13 877,
- 01.01.49 — 20 072,
- 01.01.50 — 18 364,
- 01.01.51 — 21 211,
- 01.01.52 — 23 539,
- 01.01.53 — 24 629 ;
- 15.07.53 — 13 599;
- 01.01.54 — 13 902,
- 01.07.55 — 17 612,
- 01.01.56 — 18 199,
- 01.01.57 — 20 084,
- 01.01.59 — 19 844,
- 01.01.60 — 17 036.